# پارتا داسگوپتا
پارتا داسگوپتا (انگلیسی: Partha Dasgupta; ۱۷ november ۱۹۴۲ (۸۲ سال) – ) اقتصاددان، و استاد دانشگاه اهل بریتانیا بود.
وی همچنین برندهٔ جوایزی همچون شوالیه (عنوان)، عضو آکادمی بریتانیا، و همکار انجمن سلطنتی شده‌است.